# Rubrorum

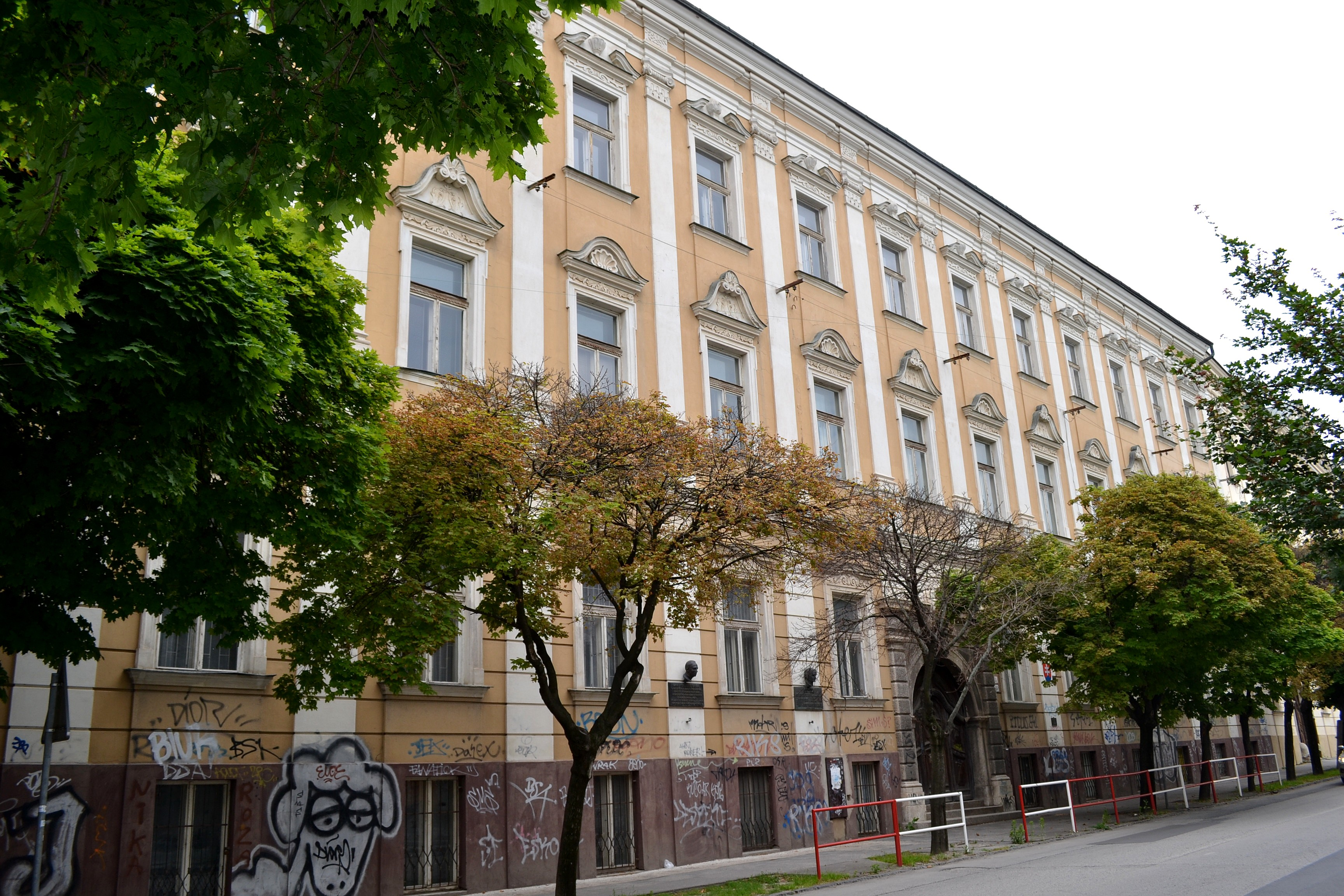
Rubrorum w Trnawie – główna fasada

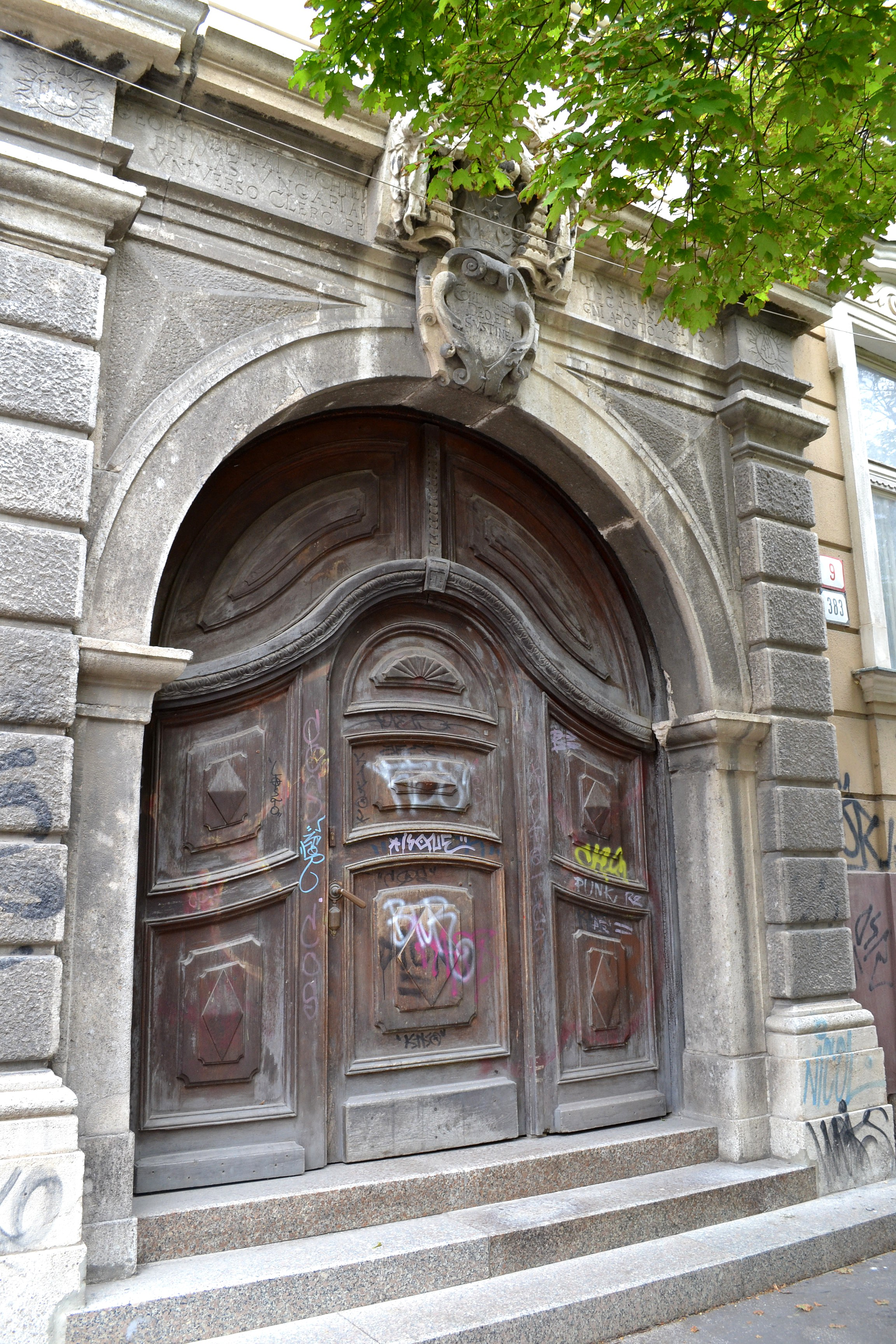
Rubrorum w Trnawie – portal

Rubrorum (Seminarium generalne, słow. Generálny seminár) – zabytkowy (nr zabytku 207-1043/7) budynek w centrum starego miasta w Trnawie w zachodniej Słowacji. Przez długi czas siedziba seminarium duchownego archidiecezji ostrzyhomskiej.

## Położenie
Budynek znajduje się w północno-wschodniej części starego miasta, zajmowanej od XVII w. przez przeróżne instytucje kościelne, przy ulicy Jána Hollého 9. Od północy przylega do niego Adalbertínum (seminarium św. Wojciecha), zaś od południa Marianum (seminarium mariańskie).

## Historia
Seminarium założył w 1649 r. arcybiskup ostrzychomski i prymas Węgier Jerzy Lippay dla węgierskich kandydatów na duchownych na wzór podobnego seminarium w Rzymie. W tym samym czasie podjęto budowę jego siedziby. Nazwę wzięło ono od czerwonych rewerend, noszonych przez kleryków. Niedługo po powrocie prymasów Węgier do Ostrzyhomia (1820 r.) przeniesiono tam również z Trnawy seminarium. Od 1835 r. w budynku mieściło się arcybiskupie, a następnie państwowe gimnazjum (Gymnázium Jána Hollého).
Obecnie (2020 r.) mieszczą się w nim gimnazjum arcybiskupie (słow. Arcibiskupské gymnazium biskupa P. Jantauscha) oraz liceum pedagogiczne (Pedagogická a sociálna Akadémia bl. Laury).

## Architektura
Budynek murowany na rzucie litery „L”, z bocznym skrzydłem biegnącym w głąb posesji. Pierwotnie jednopiętrowy, na wysokim podpiwniczeniu, utrzymany w stylu barokowym. Na początku XX w. podwyższony o drugie piętro. Wtedy również fasady otrzymały nowy, neorenesansowy wystrój. Główna fasada od strony ulicy 13-osiowa, z bramą wejściową na 7 (centralnej) osi. Rytmiczność fasady utrwalają płaskie pilastry z jońskimi głowicami, rozdzielające poszczególne osie. Zachował się pierwotny, wczesnobarokowy portal z okolicznościowym napisem w języku łacińskim, wspominającym założyciela seminarium arcybiskupa Lippaya oraz z herbem arcybiskupa Jánosa Csernocha, prymasa Węgier (1912 - 1927) i inicjatora przebudowy budynku. Motto widoczne na kartuszu poniżej tarczy herbowej („Coniungere Deo et sustine”) należy jednak również do arcybiskupa Lippaya.
Na fasadzie znajdują się pamiątkowe tablice z brązowymi podobiznami dwóch postaci, które upamiętniają. Pierwsza poświęcona jest Jánowi Hollý'emu (1785-1849), poecie, wybitnej postaci słowackiego przebudzenia narodowego, druga – przypomina księdza Augustína Raškę (1893-1953), prefekta seminarium w latach II wojny światowej, który zmarł w więzieniu w Brnie jako ofiara komunistycznego totalitaryzmu.